# عباس‌آباد (سرآب)
عباس‌آباد یکی از روستاهای استان آذربایجان شرقی است که در دهستان شربیان بخش مهربان شهرستان سرآب واقع شده‌است.